# Sarah Tarleton Colvin
Sarah Tarleton Colvin (12 de setembro de 1865 – 22 de abril de 1949) foi uma enfermeira e defensora dos direitos da mulher norte-americana que atuou como presidente nacional do Partido Nacional da Mulher em 1933. Foi presa pelo seu ativismo durante os protestos em frente à Casa Branca em 1918 e 1919, Colvin escreveu mais tarde sua autobiografia sobre o movimento sufragista e sua carreira como enfermeira.

## Juventude
Sarah Lightfoot Tarleton nasceu em 12 de setembro de 1865 no Condado de Greene, no Alabama, como a filha mais velha de Sallie Bernard (nascida Lightfoot) e Robert Tarleton. Seu pai era médico, tendo se graduado na Universidade Yale e servido no Exército dos Estados Confederados durante a Guerra Civil. Sua mãe era filha do tenente Philip Lightfoot, que serviu na Revolução Americana. Quando a guerra acabou, a família passou a morar com os avós de Tarleton na Paróquia de Caddo em Louisiana, onde seu irmão Robert Jr. nasceu. A família se mudou para Mobile, Alabama, onde seu pai morreu por complicações causadas pelo seu serviço na guerra, quando Tarleton tinha três anos. Sua irmã Margaret nasceu no dia posterior à morte de seu pai em 1868.
Depois da morte do pai, a família se movimentou frequentemente, vivendo em vários lugares em Alabama, Louisiana e Mississippi antes de se instalar em Baltimore, Maryland, em 1878. Depois de sua estreia e de uma longa viagem ao exterior, Tarleton matriculou-se na escola de enfermagem da Faculdade de Enfermagem da Universidade Johns Hopkins, formando-se em 1892, após dois anos de curso.

## Carreira
Após completar sua educação, Tarleton aceitou, apesar das objeções de sua família, o cargo de enfermeira-chefe na Johns Hopkins por seis meses. Ela então trabalhou brevemente como enfermeira particular na cidade de Nova York, antes de se mudar para Montreal, Canadá, para assumir um cargo no Hospital Real Vitória como enfermeira de sala de cirurgia. Enquanto em Montreal, ela conheceu o Dr. Alexander R. Colvin, com quem se casou em Baltimore em 1 de junho de 1897. Após o casamento, o casal se instalou em Saint Paul, Minnesota.
Como continuar a trabalhar como enfermeira após o casamento foi considerado impróprio, Colvin voltou sua atenção para a melhoria dos padrões educacionais das mulheres na enfermagem. Ela trabalhou na diretoria da Deaconess Home desde sua chegada em 1897, e em 1906 foi escolhida como a presidente fundadora da Minnesota State Graduate Nurses' Association. Ela também trabalhou para outros clubes cívicos, incluindo servir como diretora da Liga Cívica, membro fundador da YWCA e como presidente da Sociedade Antituberculose. Em 1915, ela foi uma das fundadoras do Partido Nacional da Mulher, filial de Minnesota, e atuou como sua presidente até 1920.
Colvin se tornou uma das principais ativistas pelos direitos da mulher em Minnesota e trabalhou como organizadora nacional, viajando para outras áreas, como o Kansas e Washington, D. C. defendendo o sufrágio feminino e os métodos de contracepção, que na época eram ilegais em Minnesota. Durante a Primeira Guerra Mundial, ela serviu como uma Red Cross e enfermeira do exército. Dada a patente de major, ela era a Chefe Interina de Enfermagem Cirúrgica em Fort McHenry. Como membro das Sentinelas Silenciosas, ela participou dos protestos em frente à Casa Branca em 1918 e foi presa duas vezes em janeiro de 1919. Colvin descreveu sua prisão como assustadora e revoltante, mas, após a primeira vez, ela participou de uma greve de fome, que levou à sua segunda sentença.
Ao fim da guerra, Colvin juntou-se ao movimento de desarmamento e à Liga Internacional de Mulheres pela Paz e Liberdade (WILPF), servindo no conselho da filial de Minneapolis. Depois que as mulheres garantiram o voto, ela se juntou ao Minnesota Farmer-Labor Party, trabalhando para educar as pessoas quanto ao assunto e pressionar pela aprovação da Emenda dos Direitos Iguais. Em 1933, ela foi eleita presidente nacional do Partido Nacional da Mulher e voltou suas atenções para questões de igualdade de pagamento. Ela foi eleita para servir no Conselho Estadual de Educação em 1935 e continuou a pressionar por reformas de enfermagem e igualdade de pagamento para enfermeiras americanas e canadenses até o final da década de 1930. Em 1944, ela publicou sua autobiografia, A Rebel in Thought (Uma Rebelde em Pensamento), relatando suas experiências no movimento sufragista.

## Morte e legado
Colvin morreu em 22 de abril de 1949 em Ramsey, Minnesota. Ela se destacou como uma das biografias do Turning Point Suffragist Memorial Association e é homenageada no Minnesota Woman Suffrage Memorial.